# Rock Goddess
Rock Goddess és un grup de heavy metal de dones, de l'etapa de la New Wave of British Heavy Metal que van tenir un èxit breu a principis de la dècada de 1980 al Regne Unit.

## Història
El grup es va crear a Wandsworth, South London, per les germanes Jody Turner (guitarra) i Julie Turner (bateria) quan tenien tretze i nou anys respectivament. També van reclutar Tracey Lamb al baix. Van intentar crear una cançó per un àlbum de prova. El pare de les Turner, en John, tenia una botiga de música i donava els seus coneixements al grupet fins que finalment, el 1982, van tenir un contracte de gravació amb A&M. Van publicar el seu àlbum epònim de debut el 1983 com a trio. Tenien problemes legals, ja que la Julie anava encara a escola i tenia un temps limitat en la música. En Lamb es veia descontenta, ja que considerava que les Turners la dominaven, abandonant per formar inicialment SHE, però va acabar unint-se a les Girlschool el 1987. Va ser substituïda per la Dee O'Malley en el següent àlbum, Hell Hath No Fury que va ser publicat el 1984. El grup va estar juntament amb Y&T i Iron Maiden en les gires al Regne Unit i amb Saxon a França. O'Malley va anunciar que estava embarassada i va marxar del grup el 1986. Va ser substituïda per Julia Longman al baix i també es va unir al grup, Becky Axten als teclats.
Després que finalitzés el contracte amb A&M, un tercer àlbum, Young and Free va ser publicat el 1987 exclusivament a França, però els problemes financers i l'absència de contracte amb algun segell discogràfic van fer que el grup es veiés forçat a desfer-se. El 1988, les germanes Turner van reaparèixer al The Jody Turner Band, i la Jody va encapçalar una formació de Rock Goddess el 1994 per promocionar el que seria un nou àlbum sota el segell de Thunderbolt. Després del canvi de nom, el grup va desaparèixer el 1995.
El març de 2013, les germanes Turner i Lamb van reformar Rock Goddess i van estar a punt de gravar un nou àlbum que malauradament no va arribar a aparèixer. En canvi, havien passat quatre anys i van llançar un EP titulat Its More Than Rock and Roll. Es va estrenar el maig del 2017.
Els companys de banda de Tracey Lamb van anunciar la seva sortida de Rock Goddess el 10 de juliol de 2018. Van contractar Jenny Lane com a successora tres mesos després. L'any següent, Lamb va contactar els seus companys de Girlschool per substituir Enid Williams a la guitarra baixa. Mentrestant, la nova formació de Rock Goddess va llançar el seu quart àlbum després d'un retard inesperat i el seu primer a tenir nou material després de més de 30 anys, titulat This Time el 22 de març de 2019.

## Discografia
- Rock Goddess (1983)
- Hell Hath No Fury (1984)
- Young And Free (1987)
- This Time (2019)

## Alguns èxits
- I didn't know I loved you till I saw you rock 'n' roll
- My angel
- Satisfied then crucified